# 4 COLORS
『4 COLORS』（フォー・カラーズ）は日本の女性グループSPEEDの5枚目のオリジナルアルバム。2012年11月14日にSONIC GROOVEよりリリース。期間限定で再結成した際に発表した『BRIDGE』以来9年ぶり、完全復活後としては初のオリジナルアルバムである。

## 解説
- オリジナルアルバムが複数形態で発売されたのは今作が初で、ファンクラブ会員のみが購入できるパッケージも用意された。なお、2010年のツアーで、当時既に制作が開始されていた事が語られている。
- メインプロデューサーはBENNIE KのYUKI "Jolly Roger"。国内外を問わず多くのクリエイターを起用している。YUKI以外にもSiZK、島内大樹 (OCTOPUS)、nishi-kenなどメンバーと同世代のクリエイターが多く携わっている。伊秩弘将による楽曲は4曲にとどまり、水島康貴は全く参加していない。
- オリジナルアルバムで初めてオリコン週間10位入りを逃がした。
- メンバー稼動によるプロモーション活動は一切行われなかった。
- 現状、最後のオリジナルアルバムとなっている。

## 収録内容

### CD
|      | タイトル                                                                                            | 作詞                    | 作曲                                                      | 編曲                                  |
| 補足 | 補足                                                                                                | 補足                    | 補足                                                      |                                       |
| ---- | --------------------------------------------------------------------------------------------------- | ----------------------- | --------------------------------------------------------- | ------------------------------------- |
| 1    | WORLD DANCE                                                                                         | YUKI "Jolly Roger"      | YUKI "Jolly Roger"                                        | SiZK                                  |
| 1    | リード曲としてYouTubeにてジャケット撮影メイキング映像とともに公開された。                           |                         |                                                           |                                       |
| 2    | リトルダンサー                                                                                      | YUKI "Jolly Roger"      | YUKI "Jolly Roger"                                        | YUKI "Jolly Roger"                    |
| 2    | 20thシングル。初めてYUKIがプロデューサーとして手がけた楽曲でもある。                                |                         |                                                           |                                       |
| 3    | ヒマワリ -Growing Sunflower-                                                                        | 伊秩弘将                | 伊秩弘将                                                  | THE FLIXX                             |
| 3    | 17thシングル。                                                                                      |                         |                                                           |                                       |
| 4    | SURPRISE                                                                                            | YUKI "Jolly Roger"      | JT for JTMusic                                            | JT for JTMusic                        |
| 4    | JTMusicは海外のクリエイターチーム。                                                                 |                         |                                                           |                                       |
| 5    | PRIDE feat. 大神:OHGA -Original ver.-                                                               | YUKI "Jolly Roger" 大神 | YUKI "Jolly Roger"                                        | YUKI "Jolly Roger"                    |
| 5    | 「リトルダンサー」カップリング曲の別バージョン。前奏が長くなりアレンジも大きく変わっている。        |                         |                                                           |                                       |
| 6    | S.P.D.                                                                                              | shungo.                 | Kye Sones Peter Martin Jonathan Shave                     | Kye Sones Peter Martin Jonathan Shave |
| 6    | 16thシングル。                                                                                      |                         |                                                           |                                       |
| 7    | Stay Miracle                                                                                        | 渡辺なつみ              | Savan Kotecha Andreas Romdhane Josef Larossi Linda Kiraly | Masse                                 |
| 7    | ブリトニー・スピアーズやクリスティーナ・アギレラなどを手がける海外作家を起用したR&Bテイストの楽曲。 |                         |                                                           |                                       |
| 8    | Unlucky X'mas                                                                                       | YUKI "Jolly Roger"      | YUKI "Jolly Roger"                                        | YUKI "Jolly Roger"                    |
| 8    | 失恋した気持ちを綴ったクリスマスソング。                                                            |                         |                                                           |                                       |
| 9    | Let's Heat Up!                                                                                      | 伊秩弘将                | 伊秩弘将                                                  | 塩川満己                              |
| 9    | 19thシングル。                                                                                      |                         |                                                           |                                       |
| 10   | 指環                                                                                                | 島内大樹 JIN            | 島内大樹                                                  | nishi-ken                             |
| 10   | 18thシングル。                                                                                      |                         |                                                           |                                       |
| 11   | あしたの空                                                                                          | 伊秩弘将                | 伊秩弘将                                                  | U-key Zone 中山聡                     |
| 11   | 15thシングル。                                                                                      |                         |                                                           |                                       |
| 12   | 4 Colors                                                                                            | YUKI "Jolly Roger"      | YUKI "Jolly Roger"                                        | HAMMER YUKI "Jolly Roger"             |
| 12   | アルバム表題曲。                                                                                    |                         |                                                           |                                       |
| 13   | FAMILY                                                                                              | 伊秩弘将                | 伊秩弘将                                                  | 佐久間誠                              |
| 13   | 書き下ろしの新曲。アルバム曲で唯一伊秩弘将が手がけている。                                          |                         |                                                           |                                       |

### DVD1 -music clip-
完全復活後に発表された6枚のシングルのビデオクリップを新しいものから遡る順番で収録している。
- 収録曲

1. リトルダンサー(Director's cut)
  - オリジナルバージョンよりCG加工が多くなっている。
2. Let's Heat Up!
3. 指環
4. ヒマワリ -Growing Sunflower-
5. S.P.D.
6. あしたの空

### DVD2 -Live-
2011年秋に開催した初のファンミーティング「SPEED Fan Meeting 2011@SHIBUYA-AX」の模様を収録。通常盤はライブ映像のみ、ファンクラブ限定盤はMCとオフショットを含めた完全版を収録している。メドレーはTwitter上で行われたファン投票で上位に入ったものを中心に選曲されている。
- 収録曲

1. Body & Soul
2. リトルダンサー
3. 季節がいく時
4. Stars to shine again(2011 Cheerleader clip)
  - 2003年のツアーで流されていた映像を1画面用に再編集している。
5. MC(ファンクラブ限定盤のみ)
6. Fan Meeting 2011 Special Medley
(Too Young/Don't be afraid/KISS/アダムとイブ/Kiwi Love/Stars to shine again)
7. MC(ファンクラブ限定盤のみ)
8. Happy Together
9. 季節がいく時(アンコール)
10. SPEED Fan Meeting 2011@SHIBUYA-AX Off Shot(ファンクラブ限定盤のみ)

## 商品規格
- 通常盤
  - CD+2DVD:AVCD-16301（4,725円）
  - CD+1DVD:AVCD-16302（3,990円）
  - CDのみ:AVCD-16303（3,150円）
- ファンクラブ限定盤
  - CD+2DVD:AVC1-16304（5,040円）